# Manchester United Football Club 1966-1967
Questa voce raccoglie le informazioni riguardanti il Manchester United Football Club nelle competizioni ufficiali della stagione 1966-1967.

## Rosa
| N. |                             | Ruolo | Calciatore       |
| -- | --------------------------- | ----- | ---------------- |
|    | Irlanda (bandiera)          | P     | Pat Dunne        |
|    | Inghilterra (bandiera)      | P     | David Gaskell    |
|    | Irlanda del Nord (bandiera) | P     | Harry Gregg      |
|    | Inghilterra (bandiera)      | P     | Alex Stepney     |
|    | Irlanda (bandiera)          | D     | Shay Brennan     |
|    | Irlanda (bandiera)          | D     | Noel Cantwell    |
|    | Irlanda (bandiera)          | D     | Tony Dunne       |
|    | Inghilterra (bandiera)      | D     | Bobby Noble      |
|    | Scozia (bandiera)           | C     | Pat Crerand      |
|    | Scozia (bandiera)           | C     | John Fitzpatrick |
|    | Inghilterra (bandiera)      | C     | Bill Foulkes     |

| N. |                             | Ruolo | Calciatore      |
| -- | --------------------------- | ----- | --------------- |
|    | Inghilterra (bandiera)      | C     | Nobby Stiles    |
|    | Inghilterra (bandiera)      | A     | Willie Anderson |
|    | Inghilterra (bandiera)      | A     | John Aston      |
|    | Irlanda del Nord (bandiera) | A     | George Best     |
|    | Inghilterra (bandiera)      | A     | Bobby Charlton  |
|    | Inghilterra (bandiera)      | A     | John Connelly   |
|    | Scozia (bandiera)           | A     | David Herd      |
|    | Scozia (bandiera)           | A     | Denis Law       |
|    | Scozia (bandiera)           | A     | Jimmy Ryan      |
|    | Inghilterra (bandiera)      | A     | David Sadler    |

## Risultati
Fonte:

### First Division
| Manchester 20 agosto 1966 1ª giornata | Manchester Utd | 5 – 3 | West Bromwich | Old Trafford |

| Liverpool 23 agosto 1966 2ª giornata | Everton | 1 – 2 | Manchester Utd | Goodison Park |

| Leeds 1966 3ª giornata | Leeds Utd | 3 – 1 | Manchester Utd | Elland Road |

| Manchester 31 agosto 1966 4ª giornata | Manchester Utd | 3 – 0 | Everton | Old Trafford |

| Manchester 3 settemnre 1966 5ª giornata | Manchester Utd | 3 – 2 | Newcastle Utd | Old Trafford |

| Stoke-on-Trent 7 settembre 1966 6ª giornata | Stoke City | 3 – 0 | Manchester Utd | Victoria Ground |

| Londra 10 settembre 1966 7ª giornata | Tottenham | 2 – 1 | Manchester Utd | White Hart Lane |

| Manchester 17 settembre 1966 8ª giornata | Manchester Utd | 1 – 0 | Manchester City | Old Trafford |

| Manchester 24 settembre 1966 9ª giornata | Manchester Utd | 4 – 1 | Burnley | Old Trafford |

| Nottingham 1º ottobre 1966 10ª giornata | Nottingham Forest | 4 – 1 | Manchester Utd | City Ground |

| Blackpool 1966 11ª giornata | Blackpool | 1 – 2 | Manchester Utd | Bloomfield Road |

| Manchester 15 ottobre 1966 12ª giornata | Manchester Utd | 1 – 1 | Chelsea | Old Trafford |

| Leicester 30 novembre 1966 13ª giornata | Leicester City | 1 – 2 | Manchester Utd | Filbert Street |

| Manchester 29 ottobre 1966 14ª giornata | Manchester Utd | 1 – 0 | Arsenal | Old Trafford |

| Londra 5 novembre 1966 15ª giornata | Chelsea | 1 – 3 | Manchester Utd | Stamford Bridge |

| Manchester 12 novembre 1966 16ª giornata | Manchester Utd | 2 – 0 | Sheffield Weds | Old Trafford |

| Southampton 19 novembre 1966 17ª giornata | Southampton | 1 – 2 | Manchester Utd | The Dell |

| Manchester 26 novembre 1966 18ª giornata | Manchester Utd | 5 – 0 | Sunderland | Old Trafford |

| Birmingham 3 dicembre 1966 19ª giornata | Aston Villa | 2 – 1 | Manchester Utd | Villa Park |

| Manchester 10 dicembre 1966 20ª giornata | Manchester Utd | 2 – 2 | Liverpool | Old Trafford |

| West Bromwich 17 dicembre 1966 21ª giornata | West Bromwich | 3 – 4 | Manchester Utd | The Hawthorns |

| Manchester 27 dicembre 1966 22ª giornata | Manchester Utd | 2 – 0 | Sheffield Utd | Old Trafford |

| Sheffield 26 dicembre 1966 23ª giornata | Sheffield Utd | 2 – 1 | Manchester Utd | Bramall Lane |

| Manchester 31 dicembre 1966 24ª giornata | Manchester Utd | 0 – 0 | Leeds Utd | Old Trafford |

| Newcastle upon Tyne 11 marzo 1967 25ª giornata | Newcastle Utd | 0 – 0 | Manchester Utd | St James' Park |

| Manchester 14 gennaio 1967 26ª giornata | Manchester Utd | 1 – 0 | Tottenham | Old Trafford |

| Manchester 21 gennaio 1967 27ª giornata | Manchester City | 1 – 1 | Manchester Utd | Maine Road |

| Burnley 4 febbraio 1967 28ª giornata | Burnley | 1 – 1 | Manchester Utd | Turf Moor |

| Manchester 11 febbraio 1967 29ª giornata | Manchester Utd | 1 – 0 | Nottingham Forest | Old Trafford |

| Manchester 25 febbraio 1967 30ª giornata | Manchester Utd | 4 – 0 | Blackpool | Old Trafford |

| Londra 3 marzo 1967 31ª giornata | Arsenal | 1 – 1 | Manchester Utd | Arsenal Stadium |

| Manchester 18 marzo 1967 32ª giornata | Manchester Utd | 5 – 2 | Leicester City | Old Trafford |

| Londra 27 marzo 1967 33ª giornata | Fulham | 2 – 2 | Manchester Utd | Craven Cottage |

| Liverpool 25 marzo 1967 34ª giornata | Liverpool | 0 – 0 | Manchester Utd | Anfield |

| Manchester 28 marzo 1967 35ª giornata | Manchester Utd | 2 – 1 | Fulham | Old Trafford |

| Manchester 1º aprile 1967 36ª giornata | Manchester Utd | 3 – 0 | West Ham Utd | Old Trafford |

| Sheffield 10 aprile 1967 37ª giornata | Sheffield Weds | 2 – 2 | Manchester Utd | Hillsborough Stadium |

| Manchester 18 aprile 1967 38ª giornata | Manchester Utd | 3 – 0 | Southampton | Old Trafford |

| Sunderland 22 aprile 1967 39ª giornata | Sunderland | 0 – 0 | Manchester Utd | Roker Park |

| Manchester 29 aprile 1967 40ª giornata | Manchester Utd | 3 – 1 | Aston Villa | Old Trafford |

| Londra 6 maggio 1967 41ª giornata | West Ham Utd | 1 – 6 | Manchester Utd | Boleyn Ground |

| Manchester 13 maggio 1966 42ª giornata | Manchester Utd | 0 – 0 | Stoke City | Old Trafford |

### FA Cup
| Manchester 28 gennaio 1967 Terzo turno             | Manchester Utd | 2 – 0 referto | Stoke City | Old Trafford (63 500 spett.) |
| \| \| \| \| \| Law 34’ Herd 73’ \| Marcatori \| \| |                |               |            |                              |
|                                                    |                |               |            |                              |
| Law 34’ Herd 73’                                   | Marcatori      |               |            |                              |

| Manchester 18 febbraio 1967 Quarto turno                        | Manchester Utd | 1 – 2 referto         | Norwich City | Old Trafford (63 409 spett.) |
| \| \| \| \| \| Law 34’ \| Marcatori \| 26’ Heath 65’ Bolland \| |                |                       |              |                              |
|                                                                 |                |                       |              |                              |
| Law 34’                                                         | Marcatori      | 26’ Heath 65’ Bolland |              |                              |

### Football League Cup
| Blackpool 14 settembre 1966 Secondo turno                                            | Blackpool | 5 – 1 referto | Manchester Utd | Bloomfield Road (15 570 spett.) |
| \| \| \| \| \| Charnley 9’, 10’, 72’ Lea 30’ Waddell 44’ \| Marcatori \| 37’ Herd \| |           |               |                |                                 |
|                                                                                      |           |               |                |                                 |
| Charnley 9’, 10’, 72’ Lea 30’ Waddell 44’                                            | Marcatori | 37’ Herd      |                |                                 |

## Statistiche

### Statistiche dei giocatori
Sono in corsivo i calciatori che hanno lasciato la società a stagione in corso.
| Giocatore      | First Division | First Division | FA Cup   | FA Cup | Football League Cup | Football League Cup | Totale   | Totale |
| Giocatore      | Presenze       | Reti           | Presenze | Reti   | Presenze            | Reti                | Presenze | Reti   |
| -------------- | -------------- | -------------- | -------- | ------ | ------------------- | ------------------- | -------- | ------ |
| W. Anderson    | 1              | 0              | 0        | 0      | 0                   | 0                   | 1        | 0      |
| J. Aston       | 26             | 5              | 0        | 0      | 1                   | 0                   | 27       | 5      |
| G. Best        | 42             | 10             | 2        | 0      | 1                   | 0                   | 45       | 10     |
| S. Brennan     | 16             | 0              | 0        | 0      | 1                   | 0                   | 17       | 0      |
| N. Cantwell    | 4              | 0              | 0        | 0      | 0                   | 0                   | 4        | 0      |
| B. Charlton    | 42             | 12             | 2        | 0      | 0                   | 0                   | 44       | 12     |
| J. Connelly    | 6              | 2              | 0        | 0      | 1                   | 0                   | 7        | 2      |
| P. Crerand     | 39             | 3              | 2        | 0      | 1                   | 0                   | 42       | 3      |
| P. Dunne       | 0              | -0             | 0        | -0     | 1                   | -5                  | 1        | -5     |
| T. Dunne       | 40             | 0              | 2        | 0      | 1                   | 0                   | 43       | 0      |
| J. Fitzpatrick | 3              | 0              | 0        | 0      | 0                   | 0                   | 3        | 0      |
| B. Foulkes     | 33             | 4              | 1        | 0      | 1                   | 0                   | 35       | 4      |
| D. Gaskell     | 5              | -9             | 0        | -0     | 0                   | -0                  | 5        | -9     |
| H. Gregg       | 2              | -5             | 0        | -0     | 0                   | -0                  | 2        | -5     |
| D. Herd        | 28             | 16             | 2        | 1      | 1                   | 0                   | 31       | 17     |
| D. Law         | 36             | 23             | 2        | 2      | 0                   | 0                   | 38       | 25     |
| B. Noble       | 29             | 0              | 2        | 0      | 0                   | 0                   | 31       | 0      |
| J. Ryan        | 4              | 0              | 1        | 0      | 0                   | 0                   | 5        | 0      |
| D. Sadler      | 37             | 5              | 2        | 0      | 1                   | 0                   | 40       | 5      |
| A. Stepney     | 35             | -31            | 2        | -2     | 0                   | -0                  | 37       | -33    |
| N. Stiles      | 37             | 3              | 2        | 0      | 1                   | 0                   | 40       | 3      |